# Hemixesma maeviaria
Hemixesma maeviaria är en fjärilsart som beskrevs av Francis Walker 1862.
Hemixesma maeviaria ingår i släktet Hemixesma och familjen mätare. Inga underarter finns listade i Catalogue of Life.